# 本田桂子
本田 桂子（ほんだ けいこ、1962年9月27日 - ）は、日本出身の経営コンサルタント。アジア部門では女性初となるマッキンゼー・アンド・カンパニーのシニア・パートナーを経て、多数国間投資保証機関長官。退任後、コロンビア大学客員教授、AGC取締役、三菱UFJフィナンシャル・グループ取締役などに就任。

## 人物・経歴
熊本県熊本市出身。熊本市立黒髪小学校、熊本市立若葉小学校、熊本市立東野中学校、熊本県立熊本高等学校を経て、1984年お茶の水女子大学家政学部家庭経営学科卒業、ベイン・アンド・カンパニー入社。
1986年にシェアソン・リーマン・ブラザーズ証券入社後、フルブライト奨学生として、ペンシルベニア大学ウォートン・スクール修士課程を卒業し、MBAの学位を取得。
1989年マッキンゼー・アンド・カンパニー・インク日本支社に入社。1999年マッキンゼー・アンド・カンパニー・インク日本支社パートナー。
2002年一橋大学大学院国際企業戦略研究科客員助教授、中央大学会計大学院非常勤講師。
2007年マッキンゼー・アンド・カンパニーアジア部門初の女性シニア・パートナーとして、マッキンゼー・アンド・カンパニー・インク日本支社ディレクター（シニアパートナー）に昇進。
2013年からは多数国間投資保証機関長官CEOを務め、2019年に退任。
2020年コロンビア大学国際公共政策大学院Adjunct Professor and Adjunct Senior Research Scholar、AGC取締役報酬委員会委員長・指名委員会委員、三菱UFJフィナンシャル・グループ取締役、一橋大学客員教授。2021年金融庁政策評価に関する有識者会議委員、シンガポール政府Asia Sustainable Infrastructure Advisory Panelメンバー。2022年リクルートホールディングス取締役。

## 著作
- 『マッキンゼー合従連衡戦略』（横山禎徳と共著）東洋経済新報社 1998年
- 『ESG投資の成り立ち、実践と未来』（伊藤隆敏と共著）日経BP日本経済新聞出版 2023年

### 編著
- マッキンゼー・アンド・カンパニー, ティム・コラー, マーク・フーカート, デイビッド・ウェッセルズ著『マッキンゼー事業再生 : ターンアラウンドで企業価値を高める 上』ダイヤモンド社 2004年
- マッキンゼー・アンド・カンパニー, ティム・コラー, マーク・フーカート, デイビッド・ウェッセルズ著『マッキンゼー事業再生 : ターンアラウンドで企業価値を高める 下』ダイヤモンド社 2004年

### 翻訳
- マッキンゼー・アンド・カンパニー, ティム・コラー, リチャード・ドッブス, ビル・ヒューイット著『企業価値経営 : コーポレート・ファイナンスの4つの原則』（鈴木一功と共訳）ダイヤモンド社 2012年

### 監訳
- 『企業価値評価 : バリュエーション : 価値創造の理論と実践 上』ダイヤモンド社 2006年